# Matti Jalava
Matti Jalava, född 10 januari 1893 i Virdois, död 24 juli 1975, var en finländsk skogsvetare.
Jalava, som var son till byggmästare, jordbrukare A.R. Jalava och Aina Sofia Törnqvist, blev student 1911, ekonom 1913, forstmästare 1917, agronomie- och forstkandidat 1930 samt agronomie- och forstlicentiat och agronomie- och forstdoktor 1933. Han var distriktsforstmästare i Tornator Ab 1918–1919, skogschef i Viborgs Sågverks Ab 1920–1921, adjunkt vid Forstvetenskapliga forskningsanstalten 1928–1934, avdelningschef vid Trätekniska forskningsinstitutet 1935–1942, forskningsingenjör vid Statens tekniska forskningsinstitut 1943, blev professor i skogsteknologi vid Forstvetenskapliga forskningsanstalten 1944, vid Helsingfors universitet, prefekt vid dess skogsteknologiska inrättning 1948 och pensionerades 1960. Han var lärare i skogsekonomisk handelslära vid Helsingfors universitet 1929–1947, i samma ämne vid Tekniska högskolan 1936–1946, docent i skogsteknologi vid Helsingfors universitet 1939–1948 och ombudsman för Koivukeskus 1943–1948. Han var ordförande i Suomi-Seura 1934–1954.